# Орвиль (Кот-д’Ор)
Орви́ль (фр. Orville) — коммуна во Франции, находится в регионе Бургундия. Департамент коммуны — Кот-д’Ор. Входит в состав кантона Селонже. Округ коммуны — Дижон.
Код INSEE коммуны — 21472.

## Население
Население коммуны на 2010 год составляло 188 человек.
| 1962 | 1968 | 1975 | 1982 | 1990 | 1999 | 2010 |
| ---- | ---- | ---- | ---- | ---- | ---- | ---- |
| 213  | 244  | 255  | 234  | 182  | 214  | 188  |

## Экономика
В 2010 году среди 124 человек трудоспособного возраста (15—64 лет) 92 были экономически активными, 32 — неактивными (показатель активности — 74,2 %, в 1999 году было 74,4 %). Из 92 активных жителей работали 81 человек (47 мужчин и 34 женщины), безработных было 11 (2 мужчин и 9 женщин). Среди 32 неактивных 10 человек были учениками или студентами, 14 — пенсионерами, 8 были неактивными по другим причинам.